# رونالد غريلي
رونالد غريلي (بالإنجليزية: Ronald Greeley)‏ هو جيولوجي أمريكي، ولد في 25 أغسطس 1939 في كولومبوس في الولايات المتحدة، وتوفي في 27 أكتوبر 2011 في تمبي في الولايات المتحدة.